# François Delfau
Pour les articles homonymes, voir Delfau.
François Delfau, né en 1637 à Montel et mort le 13 octobre 1676 à Landévennec, est un théologien bénédictin.

## Biographie
François Delfau naît en 1637 à Montel. Il a rejoint l'Ordre de Saint Benoît à l'âge de dix-sept ans.
Delfau fut chargé par  la Congrégation de Saint-Maur, en 1670, d'éditer une édition critique des œuvres d'Augustin d'Hippone. Avec six autres membres de l’ordre, dont son ami Robert Guérard, il a commencé la tâche. En 1671, il prépara un résumé, énonçant la portée et le caractère généraux de la nouvelle édition et les principes qui devaient guider les éditeurs. Des manuscrits furent envoyés aux mauristes de divers pays. Les deux premiers volumes étant sur le point d'être imprimés, l'œuvre fut soudain arrêtée, le 18 septembre 1675, par deux lettres de cachet de Louis XIV décrétant le bannissement de Delfau et de Guérard de Paris.
Le livre de Delfau, L'abbé commendataire, dans laquelle le jeune moine avait commenté les abus liés au système des abbés commendataires, publié à Cologne en 1673, semble être la cause de cette mesure radicale.
Delfau fut obligé de se retirer à l'abbaye Saint-Guénolé de Landévennec. Il est mort noyé en allant au couvent des Carmélites de Brest.

## Œuvres principales
- L'Abbé commendataire où l'injustice des commendes est condamnée par la loi de Dieu, par les décrets des Papes et par les ordonnances, pragmatiques et concordats des Roys de France 1673
- De Imitatione Christi et contemptu omnium vanitatum mundi, 1674
- Sancti Aurelii Augustini Hipponensis episcopi Operum, à partir de 1679[2]